# Constantin Frantzen
Constantin Frantzen (8 de agosto de 1995) es un jugador de tenis alemán.
Frantzen su ranking ATP más alto de singles fue el número 1226, logrado el 20 de febrero de 2023. Mientras que su mejor ranking en dobles fue el número 45, logrado el 12 de agosto de 2024.

## Títulos ATP (0; 0+0)

### Dobles (0)
| Leyenda                         |
| Grand Slam (0)                  |
| ATP Wourld Tour Finals (0)      |
| ATP Masters 1000 World Tour (0) |
| ATP World Tour 500 series (0)   |
| ATP World Tour 250 series (0)   |

#### Finalista (3)
| N.º | Fecha                    | Torneo    | Superficie    | Pareja         | Oponentes en la final                        | Resultado           |
| --- | ------------------------ | --------- | ------------- | -------------- | -------------------------------------------- | ------------------- |
| 1.  | 11 de noviembre de 2023  | Metz      | Dura (i)      | Hendrik Jebens | Hugo Nys Jan Zieliński                       | 4-6, 4-6            |
| 2.  | 27 de julio de 2024      | Kitzbühel | Tierra batida | Hendrik Jebens | Alexander Erler Andreas Mies                 | 3-6, 6-3, [6-10]    |
| 3.  | 24 de septiembre de 2024 | Hangzhou  | Dura          | Hendrik Jebens | Jeevan Nedunchezhiyan Vijay Sundar Prashanth | 6-4, 6-7(5), [7-10] |

## Títulos ATP Challenger (8; 0+8)

### Dobles (8)
| N.º | Fecha                    | Torneo                        | Superficie    | Pareja          | Oponentes en la final                     | Resultado       |
| --- | ------------------------ | ----------------------------- | ------------- | --------------- | ----------------------------------------- | --------------- |
| 1.  | 25 de marzo de 2023      | Challenger de Biena           | Dura (i)      | Hendrik Jebens  | Victor Vlad Cornea Franko Škugor          | 6-2, 6-4        |
| 2.  | 10 de junio de 2023      | Challenger de Heilbronn       | Tierra batida | Hendrik Jebens  | Victor Vlad Cornea Philipp Oswald         | 7-6(7), 6-4     |
| 3.  | 25 de agosto de 2023     | Challenger de Augsburgo       | Tierra batida | Hendrik Jebens  | Constantin Kouzmine Volodymyr Uzhylovskyi | 6-2, 6-2        |
| 4.  | 2 de septiembre de 2023  | Challenger de Como            | Tierra batida | Hendrik Jebens  | Filip Bergevi Mick Veldheer               | 6-3, 6-4        |
| 5.  | 23 de septiembre de 2023 | Challenger de Bad Waltersdorf | Tierra batida | Hendrik Jebens  | Marco Bortolotti Francesco Passaro        | 6-1, 6-2        |
| 6.  | 30 de marzo de 2023      | Challenger de Orléans         | Dura (i)      | Hendrik Jebens  | Henry Patten John-Patrick Smith           | 7-6(5), 7-6(12) |
| 7.  | 11 de mayo de 2024       | Challenger de Mauthausen      | Tierra batida | Hendrik Jebens  | Ryan Seggerman Patrik Trhac               | 6-4, 6-4        |
| 8.  | 29 de marzo de 2025      | Challenger de Nápoles         | Tierra batida | Alexander Erler | Geoffrey Blancaneaux Albano Olivetti      | 6-4, 6-4        |